# Grammostola monticola
Grammostola monticola är en spindelart som först beskrevs av Embrik Strand 1907.  Grammostola monticola ingår i släktet Grammostola och familjen fågelspindlar.
Artens utbredningsområde är Bolivia. Inga underarter finns listade i Catalogue of Life.